# 위격
위격(位格, Hypostasis, 그리스어 : ὑπόστασις )은 근본적인 상태 또는 다른 모든 것이 있게하는 기본이되고 근원되는 실체를 가리킨다. 신 플라톤주의에서, 영혼의 hypostasis, 누스(nous ,지성) 및 모나드는 플로티노스(Plotinus)에 의해 다루어졌다.
종교, 특히 기독교 신학에서 hypostasis(위격,位格)는 삼위 일체의 세 위격 중 하나이상을 언급할 때 다루어진다.

## 사전적 표현
- 지위와 품격을 아울러 이르는 말.
- 자유 의지를 가지고 생각하고 행동하는 존재.
- 언어학에서는 처격을 의미한다.

## 같이 보기
- 페르소나(persona)
- 인격

## 참고
- 국립국어원 표준국어대사전

1. ↑  The Encyclopedia Of Christianity Volume 5 by Erwin Fahlbusch, Jan Milic Lochman and John Mbiti (February 1, 2008) ISBN 080282417X page 543